# Cantó de Schwyz
Schwyz és un cantó de Suïssa. La Carta Federal de 1291 signada per les comunitats rurals d'Uri, Schwyz i Unterwalden es considera tradicionalment el document fundador de la Confederació Suïssa, encara que van poder haver existit aliances similars algunes dècades abans.